# Junior (televizní stanice)
Junior byl televizní kanál, který od roku 1996 do roku 2022 vysílal pro děti ve věku od 3 do 7 let. Až do roku 2007 zde vysílali anime programový blok s názvem Junior XL. Bývalé televizní kanály, které byly s kanálem Junior sdíleny, zahrnovaly K-Toon (kreslené seriály) a G-TV (videohry).
Dne 31. prosince 2022 bylo vysílání tohoto kanálu ukončeno.